# Красна Річка (Оршанський район)
Красна Рі́чка (рос. Красная Речка, марій. Йошкарэҥер) — село у складі Оршанського району Марій Ел, Росія. Входить до складу Шулкинського сільського поселення.

## Населення
Населення — 15 осіб (2010; 11 у 2002).
Національний склад (станом на 2002 рік):
- росіяни — 82 %